# Prenylacja
Prenylacja – potranslacyjna modyfikacja białek, polegająca na przyłączeniu do łańcucha polipeptydowego hydrofobowej reszty farnezylowej lub geranylogeranylowej. Uważa się, że hemiterpenowe grupy prenylowe, (CH3)2C=CH−CH2−, umożliwiają zakotwiczenie białka do błon komórkowych, tak jak w przypadku kotwic GPI. Grupy prenylowe odgrywają także rolę w interakcjach białko-białko, za pośrednictwem specjalnych domen wiążących grupy prenylowe.
Znane są trzy enzymy katalizujące reakcje prenylacji białek:
- farnezylotransferaza
- geranylogeranyltransferaza I
- geranylogeranyltransferaza Rab.

Prenylacji podlegają białka zawierające przy C-końcu tzw. kasetę CAAX (C to reszta cysteinowa, A to dowolny aminokwas alifatyczny, a X jest resztą dowolnego aminokwasu). 

## Prenylacja a choroby
Do białek podlegających prenylacji należy Ras, odgrywające istotną rolę w karcynogenezie. Stąd inhibitory prenylacji (np. inhibitory farnezylotransferazy, FTI) są badane jako potencjalne leki przeciwnowotworowe. FTI testowane są również jako eksperymentalne leki przeciwko pasożytom, takim jak Trypanosoma brucei czy zarodziec malarii. Ponadto badane są możliwości terapeutyczne FTI w niektórych postaciach progerii.